# Vellozia minima
Vellozia minima är en enhjärtbladig växtart som beskrevs av Johann Baptist Emanuel Pohl. Vellozia minima ingår i släktet Vellozia och familjen Velloziaceae. Inga underarter finns listade.